# Raffaele De Mucci
Raffaele De Mucci (Pescara, 18 août 1952) est un juriste, sociologue et politologue italien.

## Biographie
Diplômé en science politique et en jurisprudence de la Libre Université internationale des études sociales, Raffaele De Mucci devint professeur titulaire après une période d'étude au département de politique de l'université d'État de New York.
Il est l'auteur de nombreuses études et recherches sur la méthodologie des sciences sociales avec le professeur Lorenzo Infantino, ainsi que sur la participation politique et l'analyse électorale. Il est consultant externe auprès de l'institut italien de recherches socio-économiques Censis, où il collabore aux enquêtes et rapports relatifs aux secteurs gouvernementaux et administratifs. Il participe également à diverses tables rondes journalistiques, radiophoniques et télévisuelles des médias italiens, où il commente et analyse la scène politique locale.

## Publications
- (it) Voci della politica  Rubbettino, 2004. (En français : À propos de la politique)
- (it) avec L. De Gregiorio - A. Lijphart, Democrazie in transizione  Luiss University Press, 2004. (En français : Démocratie en transition)
- (it) avec E. Dini, Metodi di analisi empirica della politica  Rubbettino, 2000. (En français : Méthode d'analyse empirique de la politique)
- (it) Micropolitica  Rubbettino, 2000. (En français : Micro-politique)
- (it) avec M. Sorcioni, La babele dell'università  Ideazione, 1996. (En français : Le Chaos universitaire)
- (it)  Metodologia delle scienze sociali  Borla, 1995. (En français : Méthodologie des sciences sociales)
- (it) Giudici e sistema politico. Alte corti e cittadinanza in Italia  Rubbettino, 1995. (En français : Les Jurés et le système politique. Les autres tribunaux et la population en Italie)
- (it) Elezioni e rappresentanza politica nei piccoli comuni Giuffrè, 1990. (En français : Les Élections et la représentation politique dans les petites communes)

## Sources
- (it) Cet article est partiellement ou en totalité issu de l’article de Wikipédia en italien intitulé « Raffaele De Mucci » (voir la liste des auteurs).